# Samsung Town
A Samsung Town a Samsung vállalat központi irodakomplexuma Szöul Szocsho-ku kerületében. A három  torony egyenként 44, 34 illetve 32 emeletes, a legmagasabb 203 méter. A Samsung Town a cég számítástechnikai és elektronikai központja, itt található a Samsung Electronics, a Samsung C&T és a Samsung Life Insurance központja is. Az irodakomplexum föld alatti bevásárlóközponttal és 500 férőhelyes konferenciaközponttal is rendelkezik. A Samsung Town építése 30%-kal növelte meg a környék ingatlanárait.